# Sepār Deh
Sepār Deh (persiska: سپارده, سبارده) är en ort i Iran.   Den ligger i provinsen Mazandaran, i den norra delen av landet, 140 km nordväst om huvudstaden Teheran. Sepār Deh ligger 1 927 meter över havet och antalet invånare är 381.
Terrängen runt Sepār Deh är bergig åt sydost, men åt nordväst är den kuperad. Sepār Deh ligger nere i en dal.Runt Sepār Deh är det ganska tätbefolkat, med 116 invånare per kvadratkilometer. Närmaste större samhälle är Yārūd, 13,7 km söder om Sepār Deh. Trakten runt Sepār Deh består i huvudsak av gräsmarker.